# Walnut–Chancellor Historic District

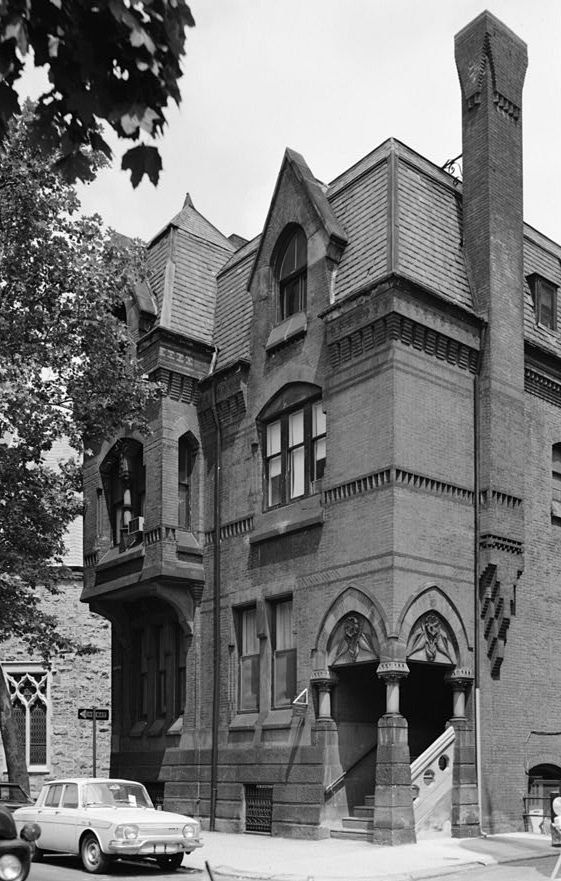
Casa Hockley (1875), Frank Furness, arquitecto

El distrito histórico Walnut-Chancellor es un distrito histórico nacional ubicado en el vecindario Rittenhouse Square West de Filadelfia, Pensilvania agregado al Registro Nacional de Lugares Históricos en 1980. Abarca 51 edificios contribuyentes ubicados a una cuadra al este de Rittenhouse Square. Incluye residencias monumentales de 4 1/2 a 5 pisos en estilo italiano; casas adosadas de ladrillo que datan de las décadas de 1860 y 1870, algunas con techos abuhardillados y buhardillas; y cocheras del siglo XIX. En el distrito se encuentra la Casa Thomas Hockley (1875), diseñada por el arquitecto Frank Furness.